# La isla del tesoro (película de 1987)
La isla del tesoro (Treasure Island en inglés) es una película animada de 1987 dirigida por Geoff Collins. La trama fue adaptada por Paul Leadon basándose en la novela clásica del escritor escocés, La isla del tesoro, publicada en 1883. La película cuenta con 50 minutos de duración y emplea la voz de Ross Higgins en el papel de Long John Silver. La adaptación fue producida por Roz Phillips para el estudio australiano Burbank Films Australia y fue originalmente emititida por televisión. En la actualidad, todos los derechos de autor y las copias de los másteres originales de la película se encuentran en el dominio público.

## Reparto original
| Actor                | Personaje        |
| -------------------- | ---------------- |
| Ross Higgins         | Long John Silver |
| Todd Boyce           | Jim Hawkins      |
| Margaret Christensen | Sarah Hawkins    |
| Wallas Eaton         | Ben Gunn         |
| Tim Elliott          |                  |
| Phillip Hinton       |                  |
| Paul Johnstone       |                  |
| Hugh Keays-Byrne     |                  |

## Doblaje al español
- Miguel Ángel Jenner - Long John Silver